# Tập mẫu cây

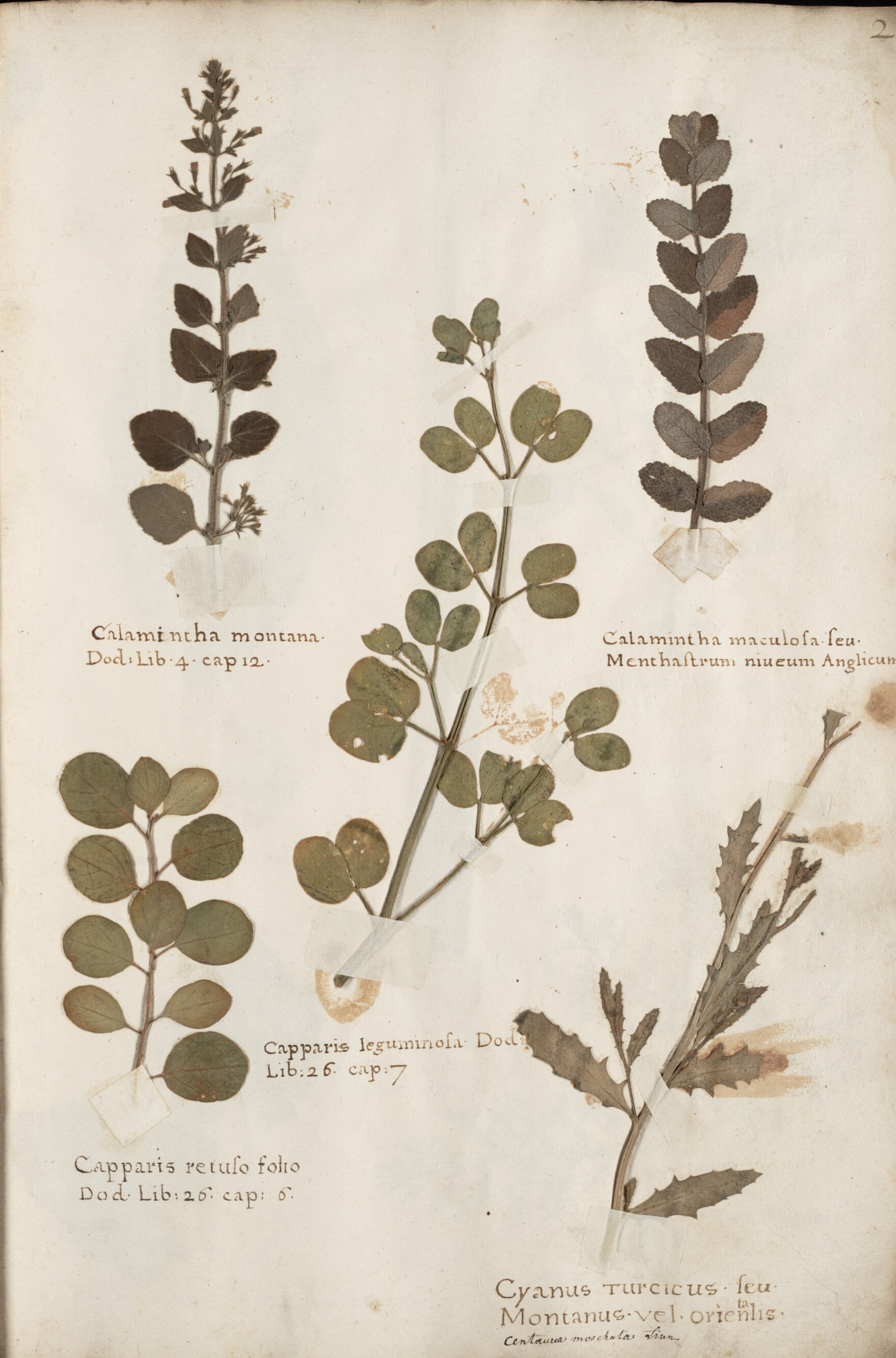
Tập mẫu cây từ năm 1633. Tác giả: Flemish Bernardus Wynhouts.

Tập mẫu cây (tiếng Anh gốc tiếng Latinh: herbarium) là một bộ sưu tập nhiều tiêu bản thực vật kèm dữ liệu liên quan, được bảo quản nhằm mục đích nghiên cứu khoa học. Mẫu vật có thể là toàn bộ hoặc một phần thực vật, thường dưới hình thức sấy khô rồi dán lên giấy, tạo thành một quyển sách gọi là exsiccatum. Ngoài ra, tiêu bản còn có thể được bảo quản trong hộp hoặc ngâm trong cồn hay các chất bảo quản khác. Các tiêu bản tập mẫu cây thường được dùng làm tư liệu tham khảo trong việc mô tả đơn vị phân loại thực vật. Ngành nghiên cứu nấm học cũng có loại tập mẫu này, gọi là tập mẫu nấm (fungarium).